# Saltburn (film)
Saltburn este un film de comedie neagră și dramă psihologică din 2023, scris, regizat și produs de către Emerald Fennell, având în rolurile principale actorii Barry Keoghan, Jacob Elordi, Rosamund Pike, Richard E. Grant, Alison Oliver și Archie Madekwe. Plasat în Anglia în 2006, filmul urmărește povestea un student de la Universitatea Oxford care devine obsedat de un coleg bogat din cadrul colegiului său; acesta îl invită să petreacă vara la moșia familiei sale excentrice.